# Eurohafen Emsland
Der Eurohafen Emsland ist ein in interkommunaler Zusammenarbeit entstandener Binnenhafen zwischen den Städten Meppen und Haren im niedersächsischen Landkreis Emsland. Der Hafen ist als Stichhafen zum Dortmund-Ems-Kanal angelegt und an das gemeinschaftliche Industriegebiet zwischen den Ortsteilen Meppen-Hüntel und Haren-Emmeln angeschlossen.
Das Hafengebiet umfasst eine Fläche von etwa 42 Hektar. Die Gesamtkosten beliefen sich auf etwa 21 Millionen Euro. Der Bau erfolgte in drei Abschnitten. Zunächst wurde der Bau des Stichkanals mit einem Wendebecken und drei Liegeplätzen realisiert. Im zweiten Abschnitt kam dann der Anschluss an die Eisenbahnverbindung Münster – Emden (Emslandstrecke). Im dritten Bauabschnitt entstanden weitere Liegeplätze mit Kaianlagen.
Der Eurohafen Emsland wurde am 24. Oktober 2007 feierlich eingeweiht.
Weitere Daten:
- Länge der Kaianlage: 570 m
- Umschlagliegeplätze: 4
- Industriegebiet: 23 ha
- Hafenfläche: 4 ha (Wassertiefe 4,20 m)
- Stichkanal: 950 m lang, 60 m breit, 2,70 m tief

Koordinaten: 52° 46′ 47″ N, 7° 16′ 10″ O